# 1752 en droit
Cet article présente les faits marquants de l'année 1752 en droit.

## Événements
- Accord entre les Portugais et le sultan de Mascate et Oman, fixant au cap Delgado la limite de leurs zones d’influence en Afrique Orientale[1].

- 14 septembre : adoption du calendrier grégorien par la Grande-Bretagne. Le 2 septembre est immédiatement suivi du 14 septembre[2].

## Naissances
- 21 janvier : Charles Bonaventure Marie Toullier, jurisconsulte français, professeur de droit français à l'université de Rennes († 19 septembre 1835).

## Décès
- 12 octobre : François Richer d'Aube, jurisconsulte français (° 20 mars 1688).